# Boxaxni (Actopan)
Boxaxni es una localidad mexicana perteneciente al municipio de Actopan, en el estado de Hidalgo.

## Toponimia
La palabra Boxaxni en idioma otomí significa "lugar de xaxnis y arbusto espinosos".

## Geografía

### Ubicación
Le corresponden las coordenadas geográficas 20° 20’ 43” de latitud norte y 98° 56’ 22” de longitud oeste. Se encuentra en la región geográfica del estado de Hidalgo denominada Valle del Mezquital. La localidad se localiza en la región oriente de México, al centro del estado de Hidalgo y al norte del territorio municipal de Actopan.

### Relieve e hidrografía
La localidad tiene una altitud promedio de 2094 metros sobre el nivel del mar; con un relieve principalmente de llanura; con una pendientes del terreno de 0 a 3 grados. Fisiográficamente se encuentra en la provincia del Eje Neovolcánico, dentro de la subprovincia de Llanuras y Sierras de Querétaro e Hidalgo.
En cuanto a edafología tiene un tipo de suelo de phaeozem y aluvial; en cuanto a geología cuenta con rocas ígnea extrusiva. En lo que respecta a la hidrografía, se encuentra posicionada en la región del Pánuco, dentro de la cuenca del río Moctezuma, en la subcuenca del río Actopan. También se encuentra sobre el acuífero Actopan-Santiago de Anaya.

### Clima
La localidad presenta un clima semiseco templado.
| Parámetros climáticos promedio de Boxaxni     | Parámetros climáticos promedio de Boxaxni | Parámetros climáticos promedio de Boxaxni | Parámetros climáticos promedio de Boxaxni | Parámetros climáticos promedio de Boxaxni | Parámetros climáticos promedio de Boxaxni | Parámetros climáticos promedio de Boxaxni | Parámetros climáticos promedio de Boxaxni | Parámetros climáticos promedio de Boxaxni | Parámetros climáticos promedio de Boxaxni | Parámetros climáticos promedio de Boxaxni | Parámetros climáticos promedio de Boxaxni | Parámetros climáticos promedio de Boxaxni | Parámetros climáticos promedio de Boxaxni |
| Mes                                           | Ene.                                      | Feb.                                      | Mar.                                      | Abr.                                      | May.                                      | Jun.                                      | Jul.                                      | Ago.                                      | Sep.                                      | Oct.                                      | Nov.                                      | Dic.                                      | Anual                                     |
| --------------------------------------------- | ----------------------------------------- | ----------------------------------------- | ----------------------------------------- | ----------------------------------------- | ----------------------------------------- | ----------------------------------------- | ----------------------------------------- | ----------------------------------------- | ----------------------------------------- | ----------------------------------------- | ----------------------------------------- | ----------------------------------------- | ----------------------------------------- |
| Temp. máx. media (°C)                         | 20.5                                      | 22.7                                      | 25.1                                      | 26.7                                      | 26.7                                      | 24.5                                      | 23.2                                      | 23.5                                      | 22.4                                      | 21.5                                      | 21.2                                      | 20.8                                      | 23.2                                      |
| Temp. media (°C)                              | 12.3                                      | 13.9                                      | 15.9                                      | 17.7                                      | 18.5                                      | 17.8                                      | 16.8                                      | 16.9                                      | 16.5                                      | 14.8                                      | 13.5                                      | 12.9                                      | 15.6                                      |
| Temp. mín. media (°C)                         | 4.1                                       | 5.1                                       | 6.8                                       | 8.8                                       | 10.4                                      | 11.1                                      | 10.5                                      | 10.4                                      | 10.6                                      | 8.1                                       | 5.8                                       | 5.0                                       | 8.1                                       |
| Precipitación total (mm)                      | 14.0                                      | 10.0                                      | 15.0                                      | 34.0                                      | 63.0                                      | 104.0                                     | 97.0                                      | 74.0                                      | 113.0                                     | 46.0                                      | 19.0                                      | 9.0                                       | 598                                       |
| Fuente: Servicio Meteorológico Nacional. 2015 |                                           |                                           |                                           |                                           |                                           |                                           |                                           |                                           |                                           |                                           |                                           |                                           |                                           |

## Demografía
De acuerdo al censo INEGI del año 2020 cuenta con una población de 1543 habitantes, de los cuales 731 son hombres y 812 son mujeres. Esta población corresponde al 2.53 % de la población municipal.
| Gráfica de evolución demográfica de Boxaxni entre 1900 y 2020 |
|                                                               |
| Población registrada por los censos y conteos del INEGI.      |

## Infraestructura
La localidad cuenta con una escuelas de nivel preescolar, una primaria y una telesecundaria; además de un plantel del Instituto de Capacitación para el Trabajo del Estado de Hidalgo (ICATHI). El código postal de la localidad es 42603, y su prefijo telefónico es 772. El servicio de agua potable, drenaje y alcantarillado está a cargo de la Comisión de Agua y Alcantarillado Sistema Actopan (CAASA), mientras que la Comisión Federal de Electricidad (CFE) se encarga de la electricidad y alumbrado público.

## Cultura
En cuanto a arquitectura destaca la Capilla del Señor de la Salud y la Iglesia de Santa Monca. En gastronomía el platillo tradicional es la barbacoa de borrego horneada en un horno subterráneo, además como uno de sus platillos principales se encuentra el ximbó, que es carne de gallo doméstico envuelto con pencas de maguey y horneado en un horno subterráneo.
Dentro de las fiestas populares que se celebran en el municipio se encuentran todas las celebraciones religiosas como Semana Santa, Navidad, Día de Muertos y el 12 de diciembre se realizan los tradicionales festejos a la Virgen de Guadalupe. La principal feria es antes de Semana Santa en honor al Señor de la Salud.

## Economía
Tiene un grado de marginación es medio y un grado de rezago social bajo. Las principales actividades económicas son el comercio, la agricultura, la ganadería y la avicultura.